# 2006년 퀸스 정전
2006년 퀸스 정전은 2006년 7월 뉴욕 퀸스 북부에서 발생한 정전 사태이다. 애스토리아, 롱아일랜드시티, 서니사이드, 우드사이드 지역이 피해를 입었다. 약 174,000명이 피해를 입었으며, 수백만 달러의 사업 손실을 입은 것으로 집계되었다.